# Czermaks Spektatorium

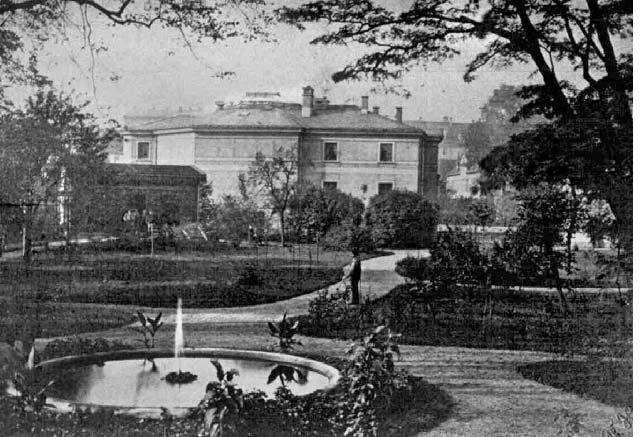
Czermaks Garten mit dem Spektatorium

Czermaks Spektatorium war eine 1872 bis 1900 bestehende Forschungs- und Lehreinrichtung, die der österreichische Physiologe Johann Nepomuk Czermak in seinem Garten im Osten Leipzigs errichtete. Das Spektatorium, später an einen anderen Ort umgesetzt, bestand insgesamt achtundzwanzig Jahre.  

## Geschichte
1869 wurde Johann Nepomuk Czermak ordentlicher Honorarprofessor für Physiologie an der Medizinischen Fakultät der Universität Leipzig. Sein Ziel war, Vorlesungen nicht nur zum Zuhören zu gestalten, sondern auch Objekte visuell zu demonstrieren. Da ihm die Leipziger Universität keinen dafür geeigneten Hörsaal zur Verfügung stellen konnte, beschloss er, auf eigene Kosten einen solchen zu errichten.
Nach Studien entsprechender Einrichtungen in England ließ er von dem Leipziger Architekten Gustav Müller in den Jahren 1870 bis 1872 nach seinen Ideen in der Leipziger Ostvorstadt auf einem dafür erworbenen Gelände ein Laboratoriums- und Hörsaalgebäude errichten, das er im Gegensatz zum Auditorium (für das Hören)  Spektatorium (zum Schauen) nannte. Die Baukosten beliefen sich auf 65.700 Mark. Auf dem Rest des Grundstücks wurde ein Garten angelegt.

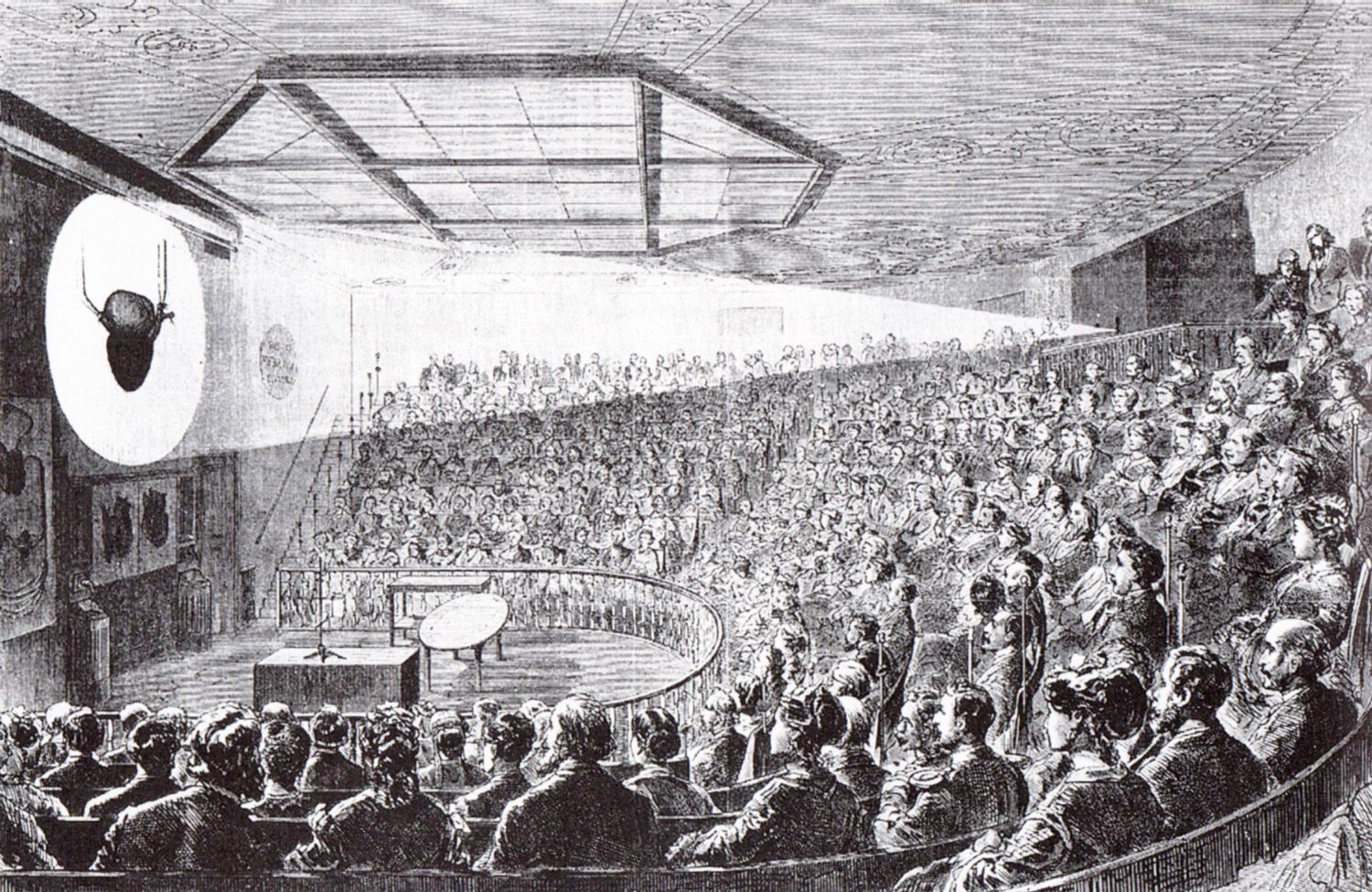
Vorlesung im Spektatorium

Im Dezember 1872 begann Czermak mit seinen Demonstrationsvorlesungen, die offen waren „für die Studenten aller Fakultäten und Gebildete aller Stände, sowie auch für das Damenpublikum“. Besonders eindrucksvoll war die Demonstration der Pumpbewegung eines sezierten lebenden Froschherzens mittels Projektion auf zwei Meter Größe bis zu seinem Stillstand.
Czermak starb bereits im September 1873. Seine Witwe, Marie von Lämel-Czermak, eine Tochter des vermögenden Prager Bankiers Leopold von Lämel, vermachte das Haus der Universität. Eine ihrer Bedingungen war, das Haus an anderer Stelle originalgetreu wiederaufzubauen, wobei sie selbst die finanzielle Hauptlast trüge. Unter Leitung des Architekten Arwed Roßbach wurde das Spektatorium in die Brüderstraße versetzt, in den Hofbereich des ebenfalls von Gustav Müller erbauten Zoologischen Instituts. (Lage) Es wurde hauptsächlich vom Mathematischen Seminar unter Felix Klein genutzt, aber bereits 1900 für den Bau eines Heizhauses abgerissen.
Das Gelände in der Ostvorstadt wurde 1890 parzelliert und bebaut. Eine neue Straße darin wurde von den Anwohnern Czermaks Garten genannt. Später wurde der Name amtlich und gilt noch heute.

## Das Spektatorium
Das zweistöckige Gebäude bestand aus zwei Teilen, einem mit rechteckigem und einem etwas breiteren mit polygonalem Grundriss. Ersterer war der Labor-, Lager- und Vorlesungsvorbereitungstrakt, der im ersten Stock auch die Wohnung des Assistenten enthielt, und der zweite der Vorlesungssaal. Beide hatten getrennte Eingänge.

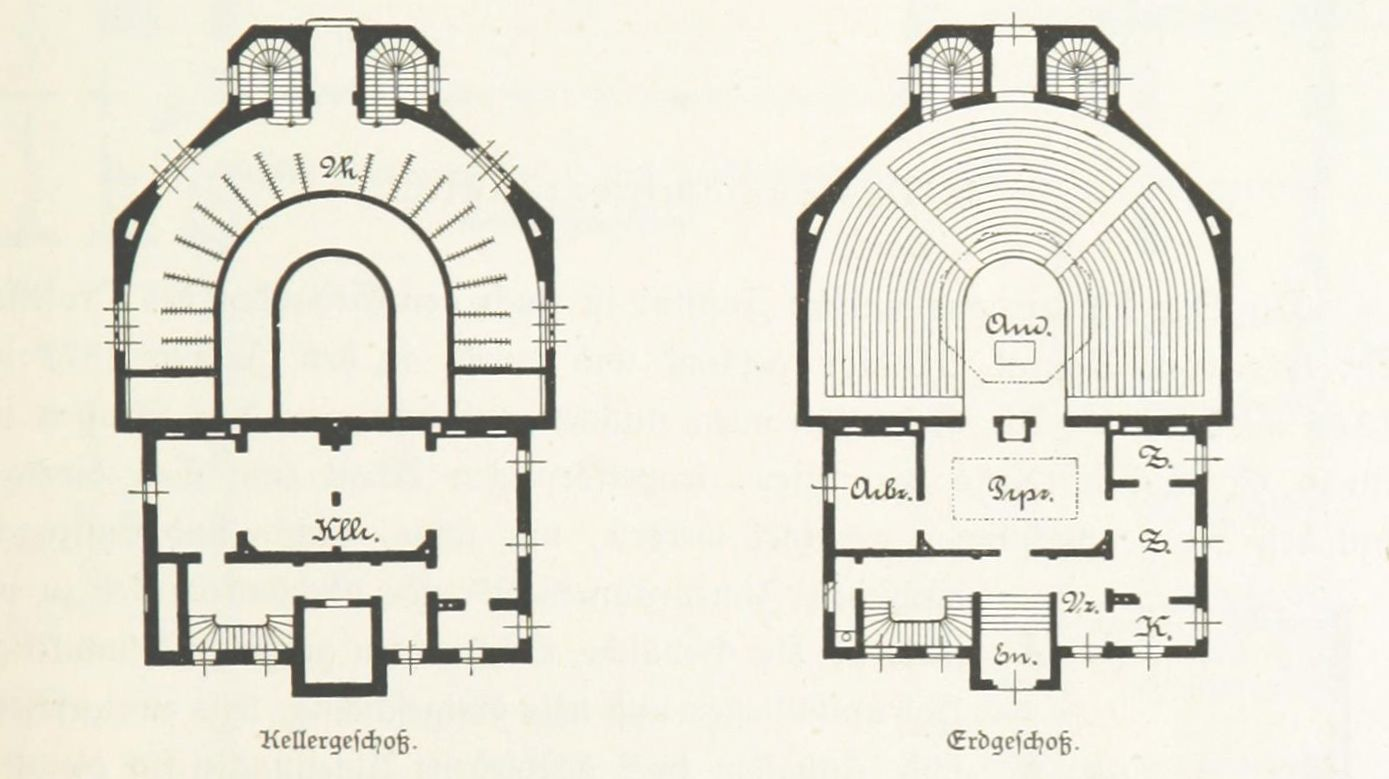
Grundrisse des Spektatoriums

Der Vorlesungssaal hatte eine lichte Weite von etwa 17 Metern und enthielt, ansteigend angeordnet, acht Sitzreihen mit hufeisenförmigem Verlauf. Unter diesen befanden sich im Keller die Garderoben. Die Sitzreihen boten Platz für 400 Zuhörer, und auf der obersten Stufe waren noch 100 Stehplätze möglich. Diese Anordnung sicherte gute Hör- und Sichtbedingungen von allen Plätzen zum zentralen Vortrags- und Experimentierbereich. Der Saal hatte keine Seitenfenster, einzig ein großes Oberlichtfenster sicherte die Beleuchtung. Für die Abendstunden konnte über diesem eine Beleuchtungskrone mit einem großen Gasbrenner und 96 Öllampen nach Aimé Argand mit entsprechenden Reflektoren eingeschwenkt werden. 
Auf der obersten Stufe war mittig ein kleiner Raum mit Projektionsgeräten, die über die Zuschauer hinweg Bilder und Versuchsanordnungen, wie zum Beispiel das schlagende Froschherz, an die große Hörsaalwand werfen konnten. Als Lichtquelle diente Drummondsches Kalklicht. Zur Verdunklung des Raumes bei Projektionen konnte ein schwarzes Filztuch über das Deckenfenster gezogen werden.
Ein zeitgenössischer Artikel stellt fest, „daß wohl kaum bisher auf irgendeiner Universität ein in jeder Beziehung seine demonstrativen Zwecke besser erfüllender Versammlungsraum geschaffen wurde.“